# Piophila leucodactyla
Piophila leucodactyla är en tvåvingeart som beskrevs av Willi Hennig 1954. Piophila leucodactyla ingår i släktet Piophila och familjen ostflugor.
Artens utbredningsområde är Tanzania. Inga underarter finns listade i Catalogue of Life.